# Championnat du monde junior féminin de handball 2020
Navigation
Hongrie 2018 Slovénie 2022
Le championnat du monde junior féminin de handball 2020 aurait dû être la 22e édition du tournoi. Initialement prévu du 1er au 13 juillet 2020 en Roumanie, la compétition a été une première fois reporté au 2 au 13 décembre 2020 à cause de la pandémie de Covid-19 avant d'être définitivement annulé en février 2021.

## Qualifications
Les 24 participants sont désignés au moyen des compétitions continentales et de tournois de qualification en Europe en 2018 et 2019. Le pays organisateur, le Japon, ainsi que la tenante du titre, la France, sont qualifiés d'office. Les 22 autres équipes doivent passer par des qualifications continentales.
| Moyen de qualification                         | Lieu     | Date                | Nombre | Qualifié(s)                                                                                 |
| ---------------------------------------------- | -------- | ------------------- | ------ | ------------------------------------------------------------------------------------------- |
| Organisateur                                   | -        | -                   | 1      | Roumanie                                                                                    |
| Championnat d'Europe des -19 ans 2019          | Győr     | 11–21 juillet 2019  | 10     | Hongrie, Pays-Bas, Norvège, Russie, Danemark, France, Espagne, Allemagne, Croatie, Autriche |
| Championnat d'Asie junior 2019                 | Beyrout  | 20–29 juillet 2019  | 4      | Corée du Sud, Japon, Chine, Liban                                                           |
| Trophée Challenge d'Océanie 2019               | Païta    | 11–16 août 2019     | 1      | Australie                                                                                   |
| Championnat d'Afrique junior 2019              | Niamey   | 5–14 septembre 2019 | 3      | Tunisie, Angola, Guinée                                                                     |
| Trophée IHF – Amérique du Nord et Caraïbes     | Montréal | 15–20 octobre 2019  | 1      | Mexique                                                                                     |
| Trophée IHF – Phase intercontinentale          | Cali     | 13–17 octobre 2020  | 1      | ?                                                                                           |
| Championnat d'Amérique centrale et du Sud 2020 | Annulé   | Annulé              | 3      | Brésil, Chili, Paraguay                                                                     |